# Ефект Пуркинє

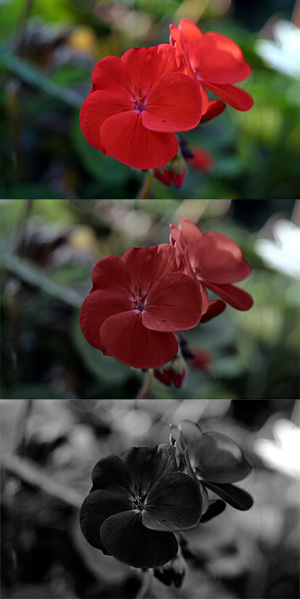
Модель ефекта Пуркинє — квітка герані, як її видно при нормальному яскравому світлі, у сутінках та вночі

Ефéкт Пу́ркинє, зсув Пу́ркинє — явище зміни колірного сприйняття людським оком при зниженні освітленості об'єктів. Червоні кольори в сутінках здаються темнішими, ніж удень, а в нічний час — практично чорними, тоді як сині об'єкти у сутінках та вночі виглядають світлішими, ніж удень.
Ефект виявлено в січні 1819 року. 
Названо на честь чеського вченого Яна Евангелісти Пуркинє.

## Пояснення ефекту

Спектральні залежності відносної чутливості людського ока для денного (червона лінія) та нічного (синя лінія) зору

Ефект пояснюється різницею в спектральній чутливості світлових рецепторів людського ока — паличок та колбочок. 
При денному освітленні зорові сприйняття визначаються виключно колбочками, а вночі — паличками.
Колбочки досить чутливі до світла червоної ділянки спектру, а палички практично не реагують на червоне світло. У той же час, палички чутливіші до синього.
Вдень червоні кольори виглядають яскравішими, ніж уночі (бо вони краще сприймаються колбочками, які забезпечують денний зір). Сині кольори, навпаки, — уночі виглядають яскравішими, ніж удень (бо краще сприймаються паличками, які забезпечують нічний зір). 
У сутінках сприйняття проміжне.